# مانتویل، نیوجرسی
مانتویل (به انگلیسی: Montville) شهری در ایالت نیوجرسی کشور ایالات متحده آمریکا است که جمعیت آن در سرشماری سال ۲۰۱۰ میلادی، ۲۱٬۵۲۸ نفر بوده‌است.